# Liste der Nummer-eins-Hits in der Schweiz (2022)
Dies ist eine Liste der Nummer-eins-Hits in der Schweiz im Jahr 2022. Sie basiert auf den Top 100 Singles und Top 100 Alben der offiziellen Schweizer Hitparade. Single- und Albumcharts werden jeweils am Sonntag nach Ende der Verkaufswoche veröffentlicht.

## Singles
| ← 2021 ← | Liste der Nummer-eins-Hits in der Schweiz | Liste der Nummer-eins-Hits in der Schweiz | Liste der Nummer-eins-Hits in der Schweiz | 2023 →                    |
| \| Zeitraum \| Wo. ges. \| Interpret \| Titel Autor(en) \| Zusätzliche Informationen \| \| (Zeitraum, Wochen auf Platz eins, Interpret, Titel, Autor[en], zusätzliche Informationen) \| \| \| \| \| \| ----------------------------------------------------------------------------------------- \| -------- \| ------------------------- \| ----------------------------------------------------------------------------------------------------------------------------------------------------------------------------------------------------------- \| ------------------------- \| \| 19. Dezember 2021 – 8. Januar 2022 3 Wochen (insgesamt 22) \| 22 \| Mariah Carey \| All I Want for Christmas Is You Walter N. Afanasieff, Mariah Carey \| – \| \| 9. Januar 2022 – 15. Januar 2022 1 Woche \| 1 \| Farruko \| Pepas Carlos Efrén Reyes Rosado, Marcos G. Pérez, Andy Bauza, Franklin Jovani Martínez, José Carlos García, Juan Manuel Gómez Roa, Víctor Alonso Cárdenas, Keriel Quiroz Sr., Axel Rafael Quezada Fulgencio \| – \| \| 16. Januar 2022 – 12. Februar 2022 4 Wochen (insgesamt 6) \| 6 \| Gayle \| Abcdefu Sara Elizabeth Davis, David Bruce Pittenger, Taylor Gayle Rutherfurd \| – \| \| 13. Februar 2022 – 19. Februar 2022 1 Woche \| 1 \| Mahmood & Blanco \| Brividi Alessandro Mahmood, Michele Zocca, Riccardo Fabbriconi \| – \| \| 20. Februar 2022 – 5. März 2022 2 Wochen (insgesamt 6) \| 6 \| Gayle \| Abcdefu Sara Elizabeth Davis, David Bruce Pittenger, Taylor Gayle Rutherfurd \| – \| \| 6. März 2022 – 9. April 2022 5 Wochen \| 5 \| Glass Animals \| Heat Waves David Algernon Bayley \| – \| \| 10. April 2022 – 7. Mai 2022 4 Wochen (insgesamt 12) \| 12 \| Harry Styles \| As It Was Harry Edward Styles, Thomas Edward Percy Hull, Tyler Sam Johnson \| – \| \| 8. Mai 2022 – 28. Mai 2022 3 Wochen \| 3 \| Luciano \| Beautiful Girl Gennaro Frenken, Patrick Großmann, Dennis Atuahene Opoku \| – \| \| 29. Mai 2022 – 11. Juni 2022 2 Wochen (insgesamt 12) \| 12 \| Harry Styles \| As It Was Harry Edward Styles, Thomas Edward Percy Hull, Tyler Sam Johnson \| – \| \| 12. Juni 2022 – 18. Juni 2022 1 Woche \| 1 \| Kate Bush \| Running Up That Hill (A Deal with God) Kate Bush \| – \| \| 19. Juni 2022 – 2. Juli 2022 2 Wochen (insgesamt 12) \| 12 \| Harry Styles \| As It Was Harry Edward Styles, Thomas Edward Percy Hull, Tyler Sam Johnson \| – \| \| 3. Juli 2022 – 9. Juli 2022 1 Woche \| 1 \| Xen & Eaz \| Motivé Arber Rama, Shkelzen Kastrati, Lii \| – \| \| 10. Juli 2022 – 23. Juli 2022 2 Wochen (insgesamt 12) \| 12 \| Harry Styles \| As It Was Harry Edward Styles, Thomas Edward Percy Hull, Tyler Sam Johnson \| – \| \| 24. Juli 2022 – 20. August 2022 4 Wochen \| 4 \| DJ Robin & Schürze \| Layla Robin Leutner, Michael Müller \| – \| \| 21. August 2022 – 3. September 2022 2 Wochen (insgesamt 12) \| 12 \| Harry Styles \| As It Was Harry Edward Styles, Thomas Edward Percy Hull, Tyler Sam Johnson \| – \| \| 4. September 2022 – 10. September 2022 1 Woche \| 1 \| Rema \| Calm Down Divine Ikubor, Alexander Uwaifo, London \| – \| \| 11. September 2022 – 1. Oktober 2022 3 Wochen (insgesamt 11) \| 11 \| David Guetta & Bebe Rexha \| I’m Good (Blue) Bleta Rexha, Pierre David Guetta, Camille Angelina Purcell, Massimo Gabutti, Maurizio Lobina, Gianfranco Randone, Philip John Plested \| – \| \| 2. Oktober 2022 – 15. Oktober 2022 2 Wochen \| 2 \| Luciano feat. Aitch & Bia \| Bamba Harrison Armstrong, Gennaro Frenken, Patrick Großmann, Bianca Miquela Landrau, Dennis Atuahene Opoku \| – \| \| 16. Oktober 2022 – 5. November 2022 3 Wochen (insgesamt 11) \| 11 \| David Guetta & Bebe Rexha \| I’m Good (Blue) Bleta Rexha, Pierre David Guetta, Camille Angelina Purcell, Massimo Gabutti, Maurizio Lobina, Gianfranco Randone, Philip John Plested \| – \| \| 6. November 2022 – 12. November 2022 1 Woche \| 1 \| Rihanna \| Lift Me Up Ludwig Emil Tomas Göransson, Robyn Rihanna Fenty, Ryan Coogler, Temilade Openiyi \| – \| \| 13. November 2022 – 10. Dezember 2022 4 Wochen (insgesamt 11) \| 11 \| David Guetta & Bebe Rexha \| I’m Good (Blue) Bleta Rexha, Pierre David Guetta, Camille Angelina Purcell, Massimo Gabutti, Maurizio Lobina, Gianfranco Randone, Philip John Plested \| – \| \| 11. Dezember 2022 – 7. Januar 2023 4 Wochen (insgesamt 22) \| 22 \| Mariah Carey \| All I Want for Christmas Is You Walter N. Afanasieff, Mariah Carey \| – \| |                                           |                                           | |                           |
| ← 2021 |                                           |                                           | | → 2023 →                  |
| Zeitraum | Wo. ges.                                  | Interpret                                 | Titel Autor(en) | Zusätzliche Informationen |
| (Zeitraum, Wochen auf Platz eins, Interpret, Titel, Autor[en], zusätzliche Informationen) |                                           |                                           | |                           |
| 19. Dezember 2021 – 8. Januar 2022 3 Wochen (insgesamt 22) | 22                                        | Mariah Carey                              | All I Want for Christmas Is You Walter N. Afanasieff, Mariah Carey | –                         |
| 9. Januar 2022 – 15. Januar 2022 1 Woche | 1                                         | Farruko                                   | Pepas Carlos Efrén Reyes Rosado, Marcos G. Pérez, Andy Bauza, Franklin Jovani Martínez, José Carlos García, Juan Manuel Gómez Roa, Víctor Alonso Cárdenas, Keriel Quiroz Sr., Axel Rafael Quezada Fulgencio | –                         |
| 16. Januar 2022 – 12. Februar 2022 4 Wochen (insgesamt 6) | 6                                         | Gayle                                     | Abcdefu Sara Elizabeth Davis, David Bruce Pittenger, Taylor Gayle Rutherfurd | –                         |
| 13. Februar 2022 – 19. Februar 2022 1 Woche | 1                                         | Mahmood & Blanco                          | Brividi Alessandro Mahmood, Michele Zocca, Riccardo Fabbriconi | –                         |
| 20. Februar 2022 – 5. März 2022 2 Wochen (insgesamt 6) | 6                                         | Gayle                                     | Abcdefu Sara Elizabeth Davis, David Bruce Pittenger, Taylor Gayle Rutherfurd | –                         |
| 6. März 2022 – 9. April 2022 5 Wochen | 5                                         | Glass Animals                             | Heat Waves David Algernon Bayley | –                         |
| 10. April 2022 – 7. Mai 2022 4 Wochen (insgesamt 12) | 12                                        | Harry Styles                              | As It Was Harry Edward Styles, Thomas Edward Percy Hull, Tyler Sam Johnson | –                         |
| 8. Mai 2022 – 28. Mai 2022 3 Wochen | 3                                         | Luciano                                   | Beautiful Girl Gennaro Frenken, Patrick Großmann, Dennis Atuahene Opoku | –                         |
| 29. Mai 2022 – 11. Juni 2022 2 Wochen (insgesamt 12) | 12                                        | Harry Styles                              | As It Was Harry Edward Styles, Thomas Edward Percy Hull, Tyler Sam Johnson | –                         |
| 12. Juni 2022 – 18. Juni 2022 1 Woche | 1                                         | Kate Bush                                 | Running Up That Hill (A Deal with God) Kate Bush | –                         |
| 19. Juni 2022 – 2. Juli 2022 2 Wochen (insgesamt 12) | 12                                        | Harry Styles                              | As It Was Harry Edward Styles, Thomas Edward Percy Hull, Tyler Sam Johnson | –                         |
| 3. Juli 2022 – 9. Juli 2022 1 Woche | 1                                         | Xen & Eaz                                 | Motivé Arber Rama, Shkelzen Kastrati, Lii | –                         |
| 10. Juli 2022 – 23. Juli 2022 2 Wochen (insgesamt 12) | 12                                        | Harry Styles                              | As It Was Harry Edward Styles, Thomas Edward Percy Hull, Tyler Sam Johnson | –                         |
| 24. Juli 2022 – 20. August 2022 4 Wochen | 4                                         | DJ Robin & Schürze                        | Layla Robin Leutner, Michael Müller | –                         |
| 21. August 2022 – 3. September 2022 2 Wochen (insgesamt 12) | 12                                        | Harry Styles                              | As It Was Harry Edward Styles, Thomas Edward Percy Hull, Tyler Sam Johnson | –                         |
| 4. September 2022 – 10. September 2022 1 Woche | 1                                         | Rema                                      | Calm Down Divine Ikubor, Alexander Uwaifo, London | –                         |
| 11. September 2022 – 1. Oktober 2022 3 Wochen (insgesamt 11) | 11                                        | David Guetta & Bebe Rexha                 | I’m Good (Blue) Bleta Rexha, Pierre David Guetta, Camille Angelina Purcell, Massimo Gabutti, Maurizio Lobina, Gianfranco Randone, Philip John Plested                                                       | –                         |
| 2. Oktober 2022 – 15. Oktober 2022 2 Wochen | 2                                         | Luciano feat. Aitch & Bia                 | Bamba Harrison Armstrong, Gennaro Frenken, Patrick Großmann, Bianca Miquela Landrau, Dennis Atuahene Opoku                                                                                                  | –                         |
| 16. Oktober 2022 – 5. November 2022 3 Wochen (insgesamt 11) | 11                                        | David Guetta & Bebe Rexha                 | I’m Good (Blue) Bleta Rexha, Pierre David Guetta, Camille Angelina Purcell, Massimo Gabutti, Maurizio Lobina, Gianfranco Randone, Philip John Plested                                                       | –                         |
| 6. November 2022 – 12. November 2022 1 Woche | 1                                         | Rihanna                                   | Lift Me Up Ludwig Emil Tomas Göransson, Robyn Rihanna Fenty, Ryan Coogler, Temilade Openiyi | –                         |
| 13. November 2022 – 10. Dezember 2022 4 Wochen (insgesamt 11) | 11                                        | David Guetta & Bebe Rexha                 | I’m Good (Blue) Bleta Rexha, Pierre David Guetta, Camille Angelina Purcell, Massimo Gabutti, Maurizio Lobina, Gianfranco Randone, Philip John Plested                                                       | –                         |
| 11. Dezember 2022 – 7. Januar 2023 4 Wochen (insgesamt 22) | 22                                        | Mariah Carey                              | All I Want for Christmas Is You Walter N. Afanasieff, Mariah Carey | –                         |

## Alben
| ← 2021 ← | Liste der Nummer-eins-Hits in der Schweiz | Liste der Nummer-eins-Hits in der Schweiz | Liste der Nummer-eins-Hits in der Schweiz           | 2023 → |
| \| Zeitraum \| Wo. ges. \| Interpret \| Titel \| Zusätzliche Informationen \| \| (Zeitraum, Wochen auf Platz eins, Interpret, Titel, zusätzliche Informationen) \| \| \| \| \| \| ------------------------------------------------------------------------------ \| -------- \| ------------------------ \| --------------------------------------------------- \| --------------------------------------------------------------------------------------------------------------- \| \| 26. Dezember 2021 – 1. Januar 2022 1 Woche (insgesamt 2) \| 2 \| ABBA \| Voyage \| – \| \| 2. Januar 2022 – 15. Januar 2022 2 Wochen (insgesamt 6) \| 6 \| Adele \| 30 \| – \| \| 16. Januar 2022 – 22. Januar 2022 1 Woche \| 1 \| The Weeknd \| Dawn FM \| – \| \| 23. Januar 2022 – 29. Januar 2022 1 Woche \| 1 \| Bastian Baker \| Stories of the XXI \| – \| \| 30. Januar 2022 – 5. Februar 2022 1 Woche \| 1 \| Billy Talent \| Crisis of Faith \| – \| \| 6. Februar 2022 – 12. Februar 2022 1 Woche \| 1 \| Volxrox \| Zrügg uf Fäud 1 \| – \| \| 13. Februar 2022 – 19. Februar 2022 1 Woche \| 1 \| Vald \| V \| – \| \| 20. Februar 2022 – 12. März 2022 3 Wochen (insgesamt 5) \| 5 \| Patent Ochsner \| MTV Unplugged Tonbildshow \| – \| \| 13. März 2022 – 19. März 2022 1 Woche \| 1 \| Stromae \| Multitude \| – \| \| 20. März 2022 – 26. März 2022 1 Woche (insgesamt 5) \| 5 \| Patent Ochsner \| MTV Unplugged Tonbildshow \| – \| \| 27. März 2022 – 2. April 2022 1 Woche \| 1 \| Megawatt \| Felsafescht \| – \| \| 3. April 2022 – 9. April 2022 1 Woche \| 1 \| Placebo \| Never Let Me Go \| – \| \| 10. April 2022 – 16. April 2022 1 Woche \| 1 \| Red Hot Chili Peppers \| Unlimited Love \| – \| \| 17. April 2022 – 23. April 2022 1 Woche \| 1 \| Hecht \| Hecht for Life \| – \| \| 24. April 2022 – 30. April 2022 1 Woche (insgesamt 5) \| 5 \| Patent Ochsner \| MTV Unplugged Tonbildshow \| – \| \| 1. Mai 2022 – 7. Mai 2022 1 Woche \| 1 \| Marc Pircher \| 30 Jahre: Typisch Marc Pircher \| – \| \| 8. Mai 2022 – 21. Mai 2022 2 Wochen (insgesamt 3) \| 3 \| Rammstein \| Zeit \| – \| \| 22. Mai 2022 – 28. Mai 2022 1 Woche \| 1 \| Calimeros \| Sommersterne \| – \| \| 29. Mai 2022 – 4. Juni 2022 1 Woche \| 1 \| Harry Styles \| Harry’s House \| – \| \| 5. Juni 2022 – 11. Juni 2022 1 Woche \| 1 \| Die Toten Hosen \| Alles aus Liebe: 40 Jahre Die Toten Hosen \| – \| \| 12. Juni 2022 – 18. Juni 2022 1 Woche (insgesamt 3) \| 3 \| Rammstein \| Zeit \| – \| \| 19. Juni 2022 – 25. Juni 2022 1 Woche \| 1 \| BTS \| Proof \| – \| \| 26. Juni 2022 – 2. Juli 2022 1 Woche \| 1 \| Drake \| Honestly, Nevermind \| – \| \| 3. Juli 2022 – 9. Juli 2022 1 Woche \| 1 \| Porcupine Tree \| Closure/Continuation \| – \| \| 10. Juli 2022 – 23. Juli 2022 2 Wochen \| 2 \| Imagine Dragons \| Mercury – Acts 1 & 2 \| – \| \| 24. Juli 2022 – 30. Juli 2022 1 Woche \| 1 \| Capital Bra & Farid Bang \| Deutschrap brandneu \| – \| \| 31. Juli 2022 – 6. August 2022 1 Woche \| 1 \| Stubete Gäng \| Hoodie Gääggeler \| – \| \| 7. August 2022 – 13. August 2022 1 Woche \| 1 \| Heimweh \| Freiheit \| – \| \| 14. August 2022 – 20. August 2022 1 Woche \| 1 \| Kastelruther Spatzen \| Freundschaft aus Gold \| – \| \| 21. August 2022 – 27. August 2022 1 Woche \| 1 \| Arch Enemy \| Deceivers \| Die schwedische Melodic-Death-Metal-Band erreichte mit ihrem elften Studioalbum erstmals Platz eins der Charts. \| \| 28. August 2022 – 3. September 2022 1 Woche \| 1 \| Five Finger Death Punch \| AfterLife \| – \| \| 4. September 2022 – 10. September 2022 1 Woche \| 1 \| Muse \| Will of the People \| – \| \| 11. September 2022 – 17. September 2022 1 Woche \| 1 \| Blay \| Finale \| – \| \| 18. September 2022 – 24. September 2022 1 Woche \| 1 \| Gölä & Trauffer \| Live im Letzigrund 2022 \| – \| \| 25. September 2022 – 1. Oktober 2022 1 Woche \| 1 \| Eros Ramazzotti \| Battito infinito \| – \| \| 2. Oktober 2022 – 8. Oktober 2022 1 Woche \| 1 \| Schwiizergoofe \| 11 \| – \| \| 9. Oktober 2022 – 15. Oktober 2022 1 Woche \| 1 \| Slipknot \| The End, So Far \| – \| \| 16. Oktober 2022 – 22. Oktober 2022 1 Woche \| 1 \| Vincent Gross \| Frei \| – \| \| 23. Oktober 2022 – 29. Oktober 2022 1 Woche \| 1 \| Red Hot Chili Peppers \| Return of the Dream Canteen \| – \| \| 30. Oktober 2022 – 5. November 2022 1 Woche \| 1 \| Taylor Swift \| Midnights \| – \| \| 6. November 2022 – 12. November 2022 1 Woche \| 1 \| Trauffer \| Glöggelä \| – \| \| 13. November 2022 – 19. November 2022 1 Woche \| 1 \| Drake & 21 Savage \| Her Loss \| – \| \| 20. November 2022 – 26. November 2022 1 Woche \| 1 \| Bruce Springsteen \| Only the Strong Survive \| – \| \| 27. November 2022 – 3. Dezember 2022 1 Woche \| 1 \| Nickelback \| Get Rollin’ \| – \| \| 4. Dezember 2022 – 10. Dezember 2022 1 Woche \| 1 \| Mylène Farmer \| L’emprise \| – \| \| 11. Dezember 2022 – 17. Dezember 2022 1 Woche \| 1 \| Metro Boomin \| Heroes & Villains \| – \| \| 18. Dezember 2022 – 24. Dezember 2022 1 Woche (insgesamt 2) \| 2 \| Sido \| Paul \| – \| \| 25. Dezember 2022 – 31. Dezember 2022 1 Woche \| 1 \| Philipp Fankhauser \| Heebie Jeebies – The Early Songs of Johnny Copeland \| – \| |                                           |                                           |                                                     | |
| ← 2021 |                                           |                                           |                                                     | → 2023 → |
| Zeitraum | Wo. ges.                                  | Interpret                                 | Titel                                               | Zusätzliche Informationen                                                                                       |
| (Zeitraum, Wochen auf Platz eins, Interpret, Titel, zusätzliche Informationen) |                                           |                                           |                                                     | |
| 26. Dezember 2021 – 1. Januar 2022 1 Woche (insgesamt 2) | 2                                         | ABBA                                      | Voyage                                              | – |
| 2. Januar 2022 – 15. Januar 2022 2 Wochen (insgesamt 6) | 6                                         | Adele                                     | 30                                                  | – |
| 16. Januar 2022 – 22. Januar 2022 1 Woche | 1                                         | The Weeknd                                | Dawn FM                                             | – |
| 23. Januar 2022 – 29. Januar 2022 1 Woche | 1                                         | Bastian Baker                             | Stories of the XXI                                  | – |
| 30. Januar 2022 – 5. Februar 2022 1 Woche | 1                                         | Billy Talent                              | Crisis of Faith                                     | – |
| 6. Februar 2022 – 12. Februar 2022 1 Woche | 1                                         | Volxrox                                   | Zrügg uf Fäud 1                                     | – |
| 13. Februar 2022 – 19. Februar 2022 1 Woche | 1                                         | Vald                                      | V                                                   | – |
| 20. Februar 2022 – 12. März 2022 3 Wochen (insgesamt 5) | 5                                         | Patent Ochsner                            | MTV Unplugged Tonbildshow                           | – |
| 13. März 2022 – 19. März 2022 1 Woche | 1                                         | Stromae                                   | Multitude                                           | – |
| 20. März 2022 – 26. März 2022 1 Woche (insgesamt 5) | 5                                         | Patent Ochsner                            | MTV Unplugged Tonbildshow                           | – |
| 27. März 2022 – 2. April 2022 1 Woche | 1                                         | Megawatt                                  | Felsafescht                                         | – |
| 3. April 2022 – 9. April 2022 1 Woche | 1                                         | Placebo                                   | Never Let Me Go                                     | – |
| 10. April 2022 – 16. April 2022 1 Woche | 1                                         | Red Hot Chili Peppers                     | Unlimited Love                                      | – |
| 17. April 2022 – 23. April 2022 1 Woche | 1                                         | Hecht                                     | Hecht for Life                                      | – |
| 24. April 2022 – 30. April 2022 1 Woche (insgesamt 5) | 5                                         | Patent Ochsner                            | MTV Unplugged Tonbildshow                           | – |
| 1. Mai 2022 – 7. Mai 2022 1 Woche | 1                                         | Marc Pircher                              | 30 Jahre: Typisch Marc Pircher                      | – |
| 8. Mai 2022 – 21. Mai 2022 2 Wochen (insgesamt 3) | 3                                         | Rammstein                                 | Zeit                                                | – |
| 22. Mai 2022 – 28. Mai 2022 1 Woche | 1                                         | Calimeros                                 | Sommersterne                                        | – |
| 29. Mai 2022 – 4. Juni 2022 1 Woche | 1                                         | Harry Styles                              | Harry’s House                                       | – |
| 5. Juni 2022 – 11. Juni 2022 1 Woche | 1                                         | Die Toten Hosen                           | Alles aus Liebe: 40 Jahre Die Toten Hosen           | – |
| 12. Juni 2022 – 18. Juni 2022 1 Woche (insgesamt 3) | 3                                         | Rammstein                                 | Zeit                                                | – |
| 19. Juni 2022 – 25. Juni 2022 1 Woche | 1                                         | BTS                                       | Proof                                               | – |
| 26. Juni 2022 – 2. Juli 2022 1 Woche | 1                                         | Drake                                     | Honestly, Nevermind                                 | – |
| 3. Juli 2022 – 9. Juli 2022 1 Woche | 1                                         | Porcupine Tree                            | Closure/Continuation                                | – |
| 10. Juli 2022 – 23. Juli 2022 2 Wochen | 2                                         | Imagine Dragons                           | Mercury – Acts 1 & 2                                | – |
| 24. Juli 2022 – 30. Juli 2022 1 Woche | 1                                         | Capital Bra & Farid Bang                  | Deutschrap brandneu                                 | – |
| 31. Juli 2022 – 6. August 2022 1 Woche | 1                                         | Stubete Gäng                              | Hoodie Gääggeler                                    | – |
| 7. August 2022 – 13. August 2022 1 Woche | 1                                         | Heimweh                                   | Freiheit                                            | – |
| 14. August 2022 – 20. August 2022 1 Woche | 1                                         | Kastelruther Spatzen                      | Freundschaft aus Gold                               | – |
| 21. August 2022 – 27. August 2022 1 Woche | 1                                         | Arch Enemy                                | Deceivers                                           | Die schwedische Melodic-Death-Metal-Band erreichte mit ihrem elften Studioalbum erstmals Platz eins der Charts. |
| 28. August 2022 – 3. September 2022 1 Woche | 1                                         | Five Finger Death Punch                   | AfterLife                                           | – |
| 4. September 2022 – 10. September 2022 1 Woche | 1                                         | Muse                                      | Will of the People                                  | – |
| 11. September 2022 – 17. September 2022 1 Woche | 1                                         | Blay                                      | Finale                                              | – |
| 18. September 2022 – 24. September 2022 1 Woche | 1                                         | Gölä & Trauffer                           | Live im Letzigrund 2022                             | – |
| 25. September 2022 – 1. Oktober 2022 1 Woche | 1                                         | Eros Ramazzotti                           | Battito infinito                                    | – |
| 2. Oktober 2022 – 8. Oktober 2022 1 Woche | 1                                         | Schwiizergoofe                            | 11                                                  | – |
| 9. Oktober 2022 – 15. Oktober 2022 1 Woche | 1                                         | Slipknot                                  | The End, So Far                                     | – |
| 16. Oktober 2022 – 22. Oktober 2022 1 Woche | 1                                         | Vincent Gross                             | Frei                                                | – |
| 23. Oktober 2022 – 29. Oktober 2022 1 Woche | 1                                         | Red Hot Chili Peppers                     | Return of the Dream Canteen                         | – |
| 30. Oktober 2022 – 5. November 2022 1 Woche | 1                                         | Taylor Swift                              | Midnights                                           | – |
| 6. November 2022 – 12. November 2022 1 Woche | 1                                         | Trauffer                                  | Glöggelä                                            | – |
| 13. November 2022 – 19. November 2022 1 Woche | 1                                         | Drake & 21 Savage                         | Her Loss                                            | – |
| 20. November 2022 – 26. November 2022 1 Woche | 1                                         | Bruce Springsteen                         | Only the Strong Survive                             | – |
| 27. November 2022 – 3. Dezember 2022 1 Woche | 1                                         | Nickelback                                | Get Rollin’                                         | – |
| 4. Dezember 2022 – 10. Dezember 2022 1 Woche | 1                                         | Mylène Farmer                             | L’emprise                                           | – |
| 11. Dezember 2022 – 17. Dezember 2022 1 Woche | 1                                         | Metro Boomin                              | Heroes & Villains                                   | – |
| 18. Dezember 2022 – 24. Dezember 2022 1 Woche (insgesamt 2) | 2                                         | Sido                                      | Paul                                                | – |
| 25. Dezember 2022 – 31. Dezember 2022 1 Woche | 1                                         | Philipp Fankhauser                        | Heebie Jeebies – The Early Songs of Johnny Copeland | – |

## Jahreshitparaden
| ← 2021 ← | Liste der Nummer-eins-Hits in der Schweiz | Liste der Nummer-eins-Hits in der Schweiz | Liste der Nummer-eins-Hits in der Schweiz | 2023 →   |
| \| Singles \| Position# \| Alben \| \| ------------------------------------------------------------------------------------------------------------------------------------------------------------------------------------------------------------------- \| --------- \| ---------------------------------------- \| \| Heat Waves Glass Animals Dave Bayley \| 1 \| MTV Unplugged Tonbildshow Patent Ochsner \| \| As It Was Harry Styles Harry Edward Styles, Thomas Edward Percy Hull, Tyler Sam Johnson \| 2 \| Zeit Rammstein \| \| Pepas Farruko Carlos Efrén Reyes Rosado, Marcos G. Pérez, Andy Bauza, Franklin Jovani Martínez, José Carlos García, Juan Manuel Gómez Roa, Víctor Alonso Cárdenas, Keriel Quiroz Sr., Axel Rafael Quezada Fulgencio \| 3 \| Multitude Stromae \| \| Shivers Ed Sheeran Edward Sheeran, Steve McCutcheon, Kal Lavelle, John McDaid \| 4 \| Freiheit Heimweh \| \| Where Are You Now Lost Frequencies feat. Calum Scott Felix Safran De Laet, Sebastian Arman, Joacim Bo Persson, Dag Daniel Osmund Lundberg, Michael Patrick Kelly \| 5 \| Glöggelä Trauffer \| \| Cold Heart (Pnau Remix) Elton John & Dua Lipa Dean John Meredith, Andrew John Meecham, Elton John, Bernard J. P. Taupin, Nicholas George Littlemore, Peter Bruce Mayes, Samuel David Littlemore \| 6 \| Harry’s House Harry Styles \| \| Another Love Tom Odell \| 7 \| 30 Adele \| \| Abcdefu Gayle Sara Elizabeth Davis, David Bruce Pittenger, Taylor Gayle Rutherfurd \| 8 \| = Ed Sheeran \| \| Bam Bam Camila Cabello feat. Ed Sheeran Camila Cabello, Ed Sheeran, Eric Frederic, Edgar Barrera, Cheche Alara, Scott Harris \| 9 \| Midnights Taylor Swift \| \| Calm Down Rema Divine Ikubor \| 10 \| 11 Schwiizergoofe \| |                                           |                                           |                                           |          |
| ← 2021 |                                           |                                           |                                           | → 2023 → |
| Singles | Position#                                 | Alben                                     |                                           |          |
| Heat Waves Glass Animals Dave Bayley | 1                                         | MTV Unplugged Tonbildshow Patent Ochsner  |                                           |          |
| As It Was Harry Styles Harry Edward Styles, Thomas Edward Percy Hull, Tyler Sam Johnson | 2                                         | Zeit Rammstein                            |                                           |          |
| Pepas Farruko Carlos Efrén Reyes Rosado, Marcos G. Pérez, Andy Bauza, Franklin Jovani Martínez, José Carlos García, Juan Manuel Gómez Roa, Víctor Alonso Cárdenas, Keriel Quiroz Sr., Axel Rafael Quezada Fulgencio | 3                                         | Multitude Stromae                         |                                           |          |
| Shivers Ed Sheeran Edward Sheeran, Steve McCutcheon, Kal Lavelle, John McDaid | 4                                         | Freiheit Heimweh                          |                                           |          |
| Where Are You Now Lost Frequencies feat. Calum Scott Felix Safran De Laet, Sebastian Arman, Joacim Bo Persson, Dag Daniel Osmund Lundberg, Michael Patrick Kelly | 5                                         | Glöggelä Trauffer                         |                                           |          |
| Cold Heart (Pnau Remix) Elton John & Dua Lipa Dean John Meredith, Andrew John Meecham, Elton John, Bernard J. P. Taupin, Nicholas George Littlemore, Peter Bruce Mayes, Samuel David Littlemore | 6                                         | Harry’s House Harry Styles                |                                           |          |
| Another Love Tom Odell | 7                                         | 30 Adele                                  |                                           |          |
| Abcdefu Gayle Sara Elizabeth Davis, David Bruce Pittenger, Taylor Gayle Rutherfurd | 8                                         | = Ed Sheeran                              |                                           |          |
| Bam Bam Camila Cabello feat. Ed Sheeran Camila Cabello, Ed Sheeran, Eric Frederic, Edgar Barrera, Cheche Alara, Scott Harris | 9                                         | Midnights Taylor Swift                    |                                           |          |
| Calm Down Rema Divine Ikubor | 10                                        | 11 Schwiizergoofe                         |                                           |          |